# Gillis van Tilborgh

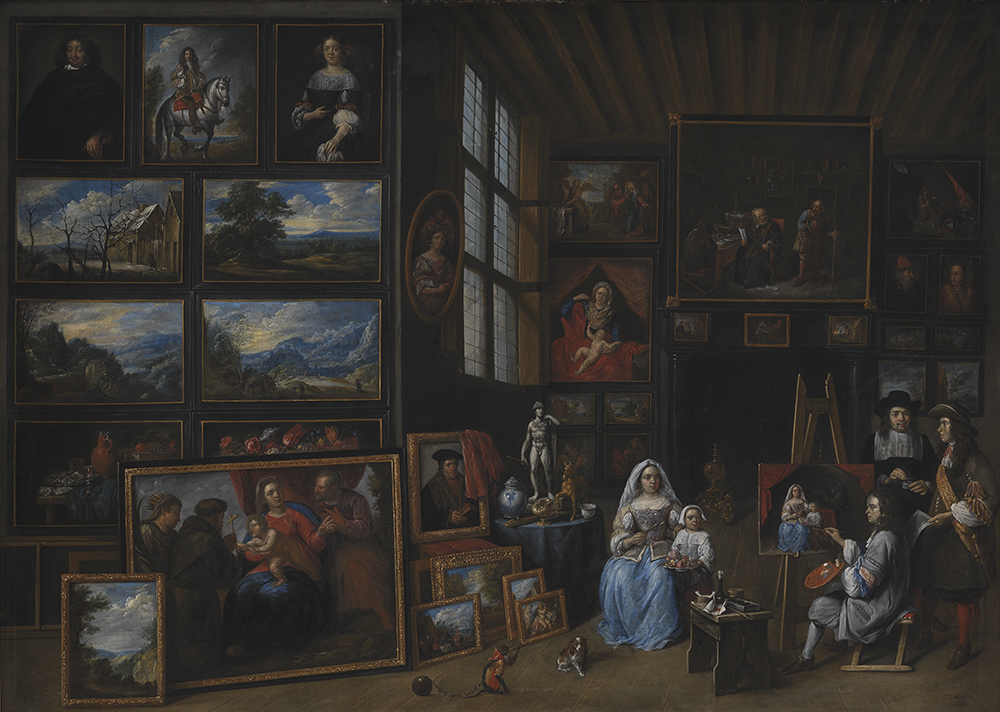
La esposa e hija del coleccionista posando ante un pintor. Alegoría de la pintura o El estudio del artista, óleo sobre lienzo, 112,6 x 151,8 cm, Copenhague, Statens Museum for Kunst.

Gillis van Tilborgh (c., 1625 - 1678) fue un pintor barroco flamenco activo en Bruselas.
Nacido posiblemente en Bruselas, podría haber sido discípulo de su padre, también llamado Gillis van Tilborgh, y de David Teniers el Joven.
Establecido en Bruselas y admitido como maestro en el gremio de San Lucas en 1654, alcanzó éxito con sus escenas campesinas, compuestas por un número reducido de personajes de aspecto frecuentemente ridículo y en contextos satíricos, quizá por influencia de Joos van Craesbeeck, o tratadas como alegorías de los sentidos, como en la serie del Museo de Bellas Artes de Dijon.
Tlborgh se especializó en los retratos de grupo de la alta sociedad, con tendencia a interpretar estereotipadamente los elegantes modelos de Gonzales Coques (Retrato de Familia, La Haya, Mauritshuis). Cultivó también el paisaje y la pintura de galerías o colecciones de arte, género característico de Amberes, aunque en Tilborgh tiene una intención más alegórica que testimonial, como pone de manifiesto El estudio del artista (Copenhague, Statens Museum for Kunst) donde la figura del pintor ante el caballete actúa como una alegoría de la pintura.